# Gmina Podlehnik
Podlehnik – gmina w Słowenii. W 2002 roku liczyła 1820 mieszkańców.

## Miejscowości
Miejscowości wchodzące w skład gminy Podlehnik:

- Dežno pri Podlehniku
- Gorca
- Jablovec
- Kozminci
- Ložina
- Podlehnik – siedziba gminy
- Rodni Vrh
- Sedlašek
- Spodnje Gruškovje
- Stanošina
- Strajna
- Zakl
- Zgornje Gruškovje